# جورج لوثر هاثاواي
جورج لوثر هاثاواي هو فلاح وسياسي كندي، ولد في 4 أغسطس 1813 في Musquash, New Brunswick ‏ في كندا، وتوفي في 5 يوليو 1872 في فريدريكتون في كندا. نشط حزبياً في حزب كندا المحافظ. وقد انتخب عضو الجمعية التشريعية لنيو برونزويك ‏ وانتخب Premier of New Brunswick ‏ (21 فبراير 1871 – 5 يوليو 1872).